# Ladies’ Man
Ladies’ Man ist ein US-amerikanischer Spielfilm mit dem Leinwandpaar William Powell und Kay Francis unter der Regie von Lothar Mendes.

## Handlung
Der attraktive und charmante James Darricott lebt als Gigolo von den Zuwendungen reicher, einsamer Damen der besten Gesellschaft. Eines Tages trifft er auf Rachel Fendley, die Tochter einer aktuellen Kundin. Rachel, ein emotional instabiles Mädchen, verliebt sich in James und eilt zu ihrer Mutter, um diese zu bitten, James freizugeben, damit sie ihn heiraten könne. In der Zwischenzeit verliebt sich James in die attraktive Norma Page. Norma akzeptiert die Vergangenheit von James und beide wollen eine gemeinsame Zukunft beginnen. Kurz bevor die zwei heiraten können, wird James in einen Kampf mit dem Vater von Rachel verwickelt, bei dem er aus dem Fenster in den Tod fällt.

## Hintergrund
Kay Francis und William Powell waren nach Auftritten in  Street of Chance  und For the Defense zu einem populären Leinwandpaar avanciert. Die beiden hatten auch privat bis Anfang 1931 eine Affäre, die jedoch endete, als Powell sich mit Carole Lombard verlobte und die Schauspielerin schließlich heiratete. Gleichzeitig hatten die beiden Stars gemeinsam mit Ruth Chatterton auf Vermittlung ihres gemeinsamen Agenten Myron Selznick, des Bruders des Filmproduzenten David O. Selznick, lukrative Verträge bei dem Konkurrenzstudio Warner Brothers unterschrieben. Francis hatte sich dazu entschieden, da sich Paramount Pictures nicht genügend um ihre Karriere kümmerte und sie zu oft nur in Nebenrollen auf die Leinwand brachte. Die massiven Probleme im Management, die hohen Verluste, die das Studio schließlich in den Bankrott trieben, und ein Überangebot an weiteren Stars waren verantwortlich für die nur schleppende Entwicklung von Francis. Das Studio setzte Francis, Powell und Lombard schließlich gemeinsam in Ladies’ Man ein. Powell weigerte sich zunächst, den Part eines Gigolo zu spielen, doch am Ende überzeugte ihn die Qualität des Drehbuchs. Carole Lombard und Kay Francis befreundeten sich während der Dreharbeiten und etliche Jahre später schaffte es Francis durch die Hilfe von Lombard, die ihr eine wichtige Rolle in ihrem Film Nur dem Namen nach besorgte, ein Come-Back nach einer Reihe von gerichtlichen Streitigkeiten mit ihrem Studio Warners.
Ladies’ Man ist ein Film mit einer sehr pessimistischen Grundhaltung, der Menschen ohne emotionalen Halt in dem Mittelpunkt stellt, die nach einem Sinn für ihr Leben suchen. Die Leere ihrer Existenz versuchen sie mit einem extravaganten Lebensstil zu füllen. Gefühle wie Liebe und Vertrauen sind hier nichts weiter als eine Handelsware, die offen von Männern wie James im Austausch gegen Bezahlung angeboten und gehandelt wird. Eine vergleichbar düstere Weltsicht zeigte sich in dem Streifen 24 Hours, der ebenfalls 1931 in den Verleih kam. Der Film war kein Erfolg an der Kinokasse und Francis – Powell trat erst im Folgejahr unter dem Vertrag bei Warner Brothers in Jewel Robbery und One Way Passage wieder gemeinsam auf.

## Kritik
Die Kritiken waren geteilt. Während einige Rezensenten die Geschichte als unmoralisch und unsympathisch tadelten, lobten andere das intensive Spiel der Darsteller.